# Calheta (Cap-Vert)
Pour les articles homonymes, voir Calheta.
Ne doit pas être confondu avec Calheta de São Miguel.
Calheta est un village du Cap-Vert sur l'île de Maio.

## Géographie
Village de pêcheurs et d'éleveurs de chèvres, de vaches et de cochons, il est situé à 6 km au nord de Morro et à 11 km de Vila do Maio et est célèbre pour ses maisons colorées.

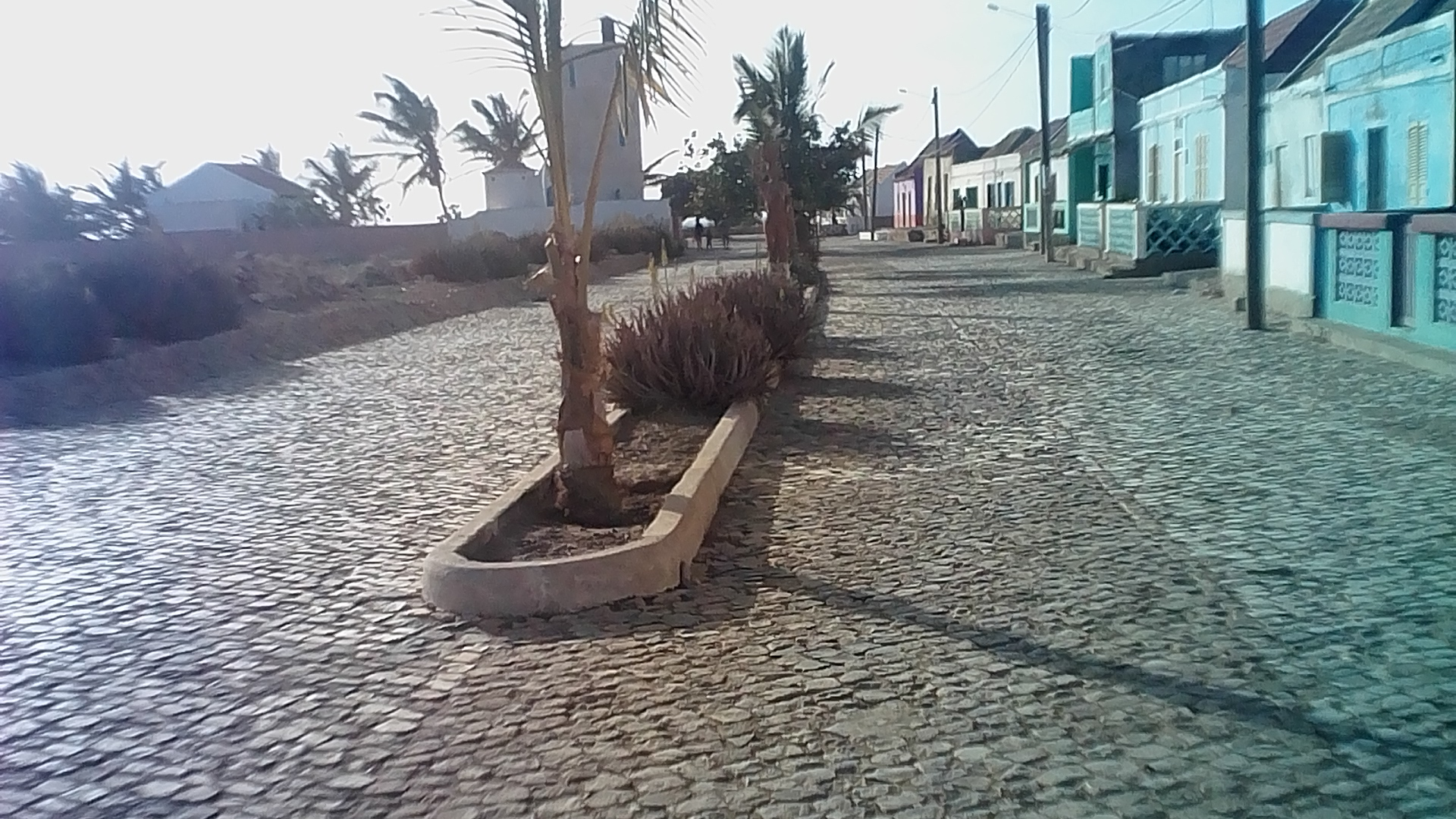
La rue principale de Calheta